# جون كالي
جون كالي (بالإنجليزية: John Calley)‏ هو منتج أفلام أمريكي، ولد في 8 يوليو 1930 في جيرسي سيتي في الولايات المتحدة، وتوفي في 13 سبتمبر 2011 في لوس أنجلوس في الولايات المتحدة بسبب مرض.

## وصلات خارجية
- جون كالي على موقع IMDb (الإنجليزية)
- جون كالي على موقع إن إن دي بي (الإنجليزية)
- جون كالي على موقع قاعدة بيانات الفيلم (الإنجليزية)